# Ignaz Rogg
Ignaz Rogg (* 8. Dezember 1795 in Rötenbach/Wolfegg; † 29. April 1886 in Ehingen/Donau) war ein deutscher Forstwissenschaftler, Mathematiker und Hochschul- bzw. Gymnasiallehrer.

## Leben und Wirken
Nach dem Schulbesuch in Rötenbach (Wolfegg) und Konstanz erfuhr Ignaz Rogg zunächst von 1816 bis 1819 in Wolfegg eine Ausbildung in der Forstwirtschaft. Anschließend studierte er bis 1824 an der Eberhard Karls Universität Tübingen Forstwissenschaft, Philosophie, Mathematik und Naturwissenschaften. 1823 begleitete er den Forstwissenschaftler Christian Wilhelm von Tessin auf einer Reise nach Oberitalien und in die Schweiz, 1824 bereiste er den Südwesten Deutschlands und widmete sich anschließend privaten Studien und gab Privatunterricht in Mathematik für Studenten der Forstwissenschaft in Tübingen. Im Jahre 1826 gelang ihm die Habilitation für Forstwissenschaft an der Universität Tübingen. Bis 1830 lehrte er hier vor allem im Bereich der Forstwissenschaft und Mathematik, bis 1832 dann als Privatdozent für Mathematik und Physik. Schließlich unterrichtete er von 1832 bis zum Eintritt in den Ruhestand 1862 als Gymnasialprofessor für Mathematik und Physik am Gymnasium Ehingen/Donau, wo er 1854 Rektor dieser Schule wurde.

## Schriften (Auswahl)
- Ueber das Höhenmessen durch das Barometer. Aus den Anfangsgründen der Mathematik besonders abgedruckt. Laupp, Tübingen 1825.
- Lehrbuch der Forstwirthschaft und ihrer Hülfswissenschaften. Zwei Teile. Tübingen 1826/1827.
- Handbuch der mathematischen Literatur vom Anfange der Buchdruckerkunst bis zum Schlusse des Jahres 1830. Bd. 1. Fues, Tübingen 1830 (online).
- Das Berg-System des Himalaya. Eine physisch-geographische Skizze. Biberach 1834.
- Über die orographischen und klimatischen Verhältnisse des Alpengebirges. Wagner, Ulm 1842.
- Elemente der niedern Analysis. Wohler, Ulm 1845.
- Geometrische Analysis nach der Methode der Griechen. Wagner, Ulm 1847 (online).
- Zur naturhistorischen Kenntniss Oberschwabens. Zu Guttenberg, Stuttgart 1852.
- Supplement zu den Elementen des Euklides. Guttenberg, Stuttgart 1853 (online).
- Ueber geodätische Ortsberechnungen und die geographische Lage von Tübingen. Zu Guttenberg, Stuttgart 1856 (online).
- Abriss einer Geschichte der astronomisch-trigonometrischen Vermessungen im südlichen Deutschland und der Schweiz. Zu Guttenberg, Stuttgart 1859.